# Stan Ockers

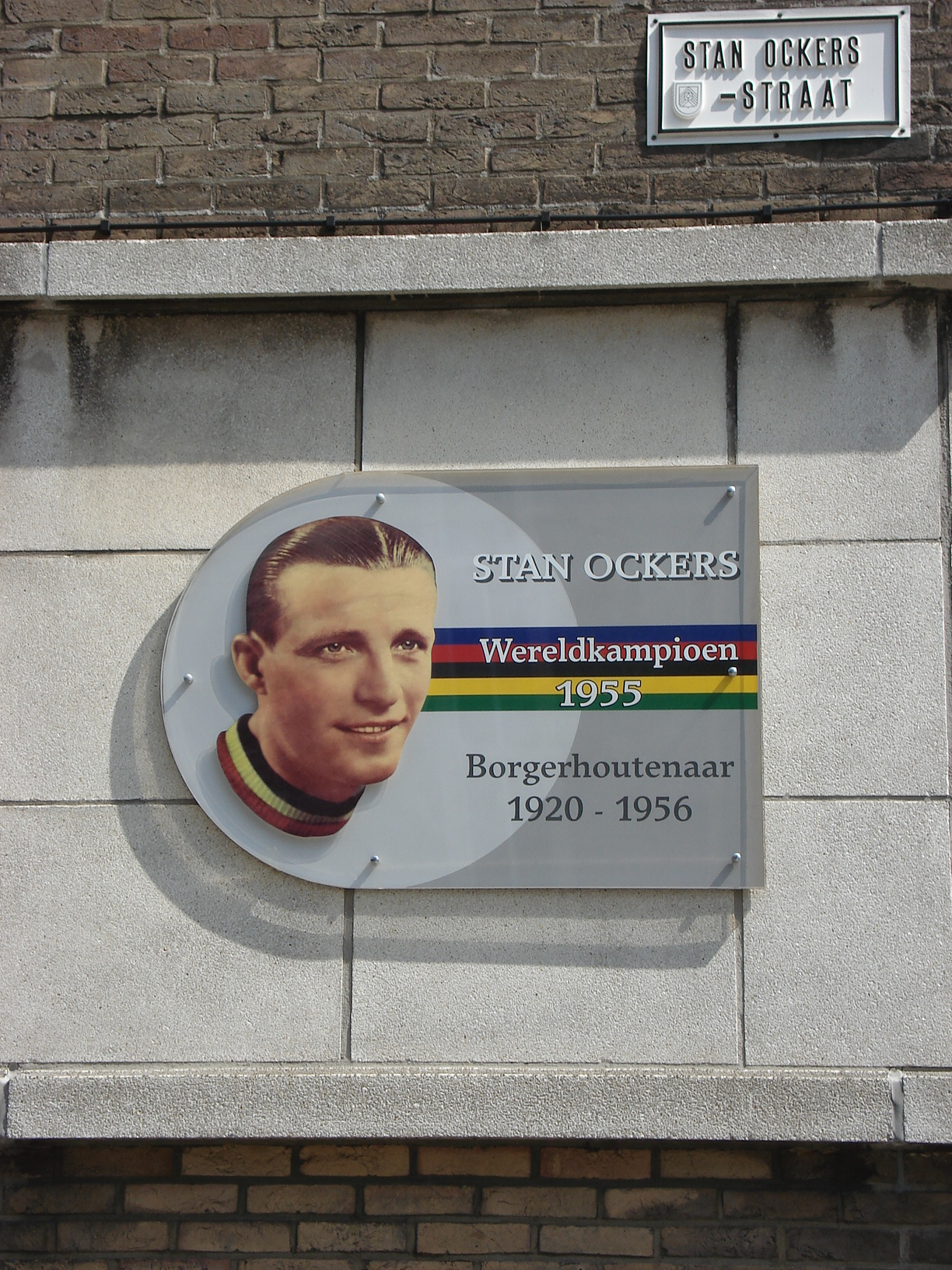
Minnestavla på Stan Ockersstraat i Borgerhout.

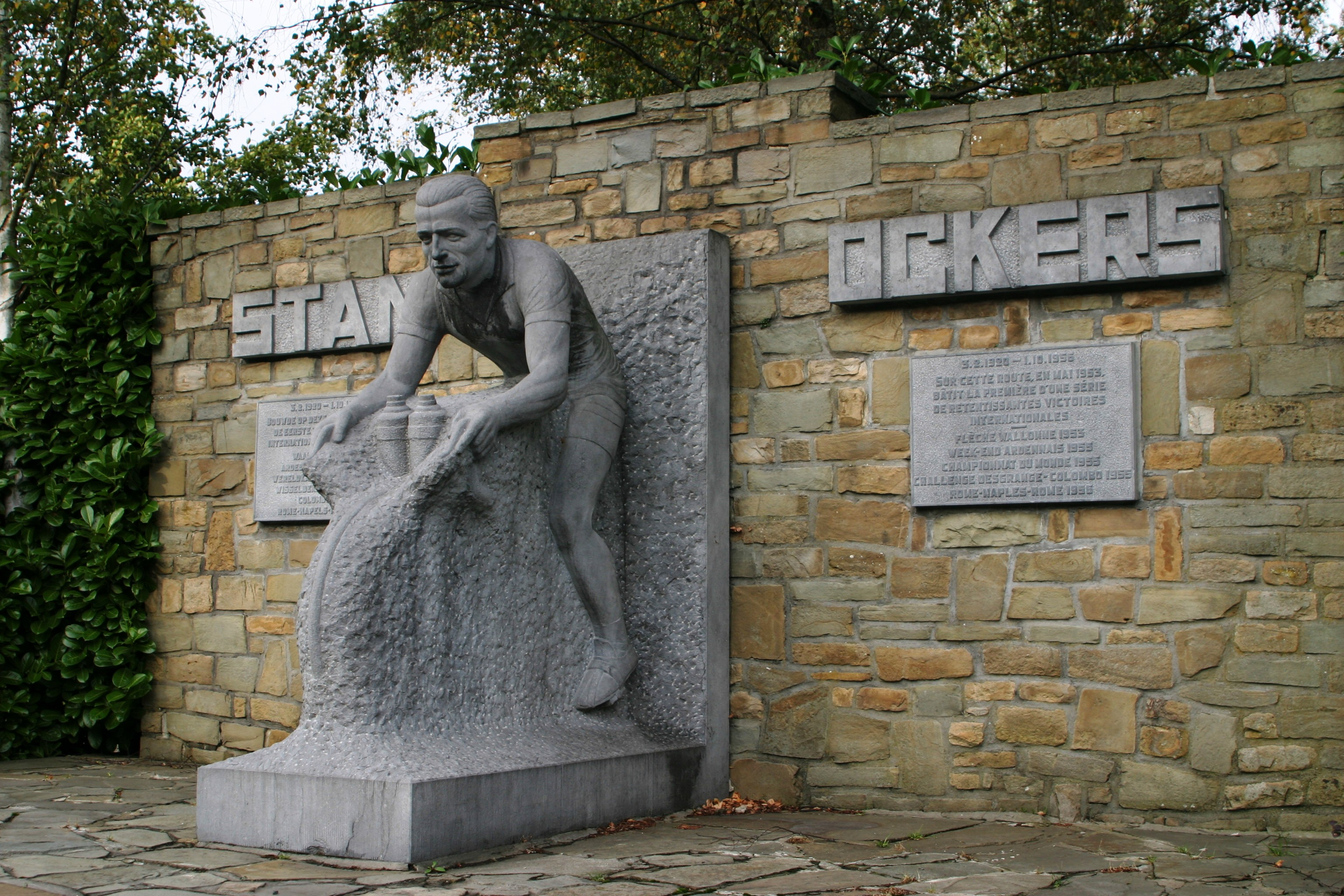
Minnesmärke på Côte des Forges i Sprimont (Liège) uppfört 1957.

Josephus Constant "Stan" Ockers, född den 3 februari 1920 i Borgerhout, död den 1 oktober 1956 i Merksem, var en belgisk tävlingscyklist.
Den 29 september 1956 kraschade den 36-årige Ockers under ett banlopp i Sportpaleis Antwerpen, fick en skallfraktur, föll i koma, fördes till Sint Bartholomeus-sjukhuset och avled där två dagar senare.

## Meriter

### Landsväg
1941
Vinnare av Scheldeprijs
1943
3:a i Liège–Bastogne–Liège
3:a i Schaal Sels
1944
4:a totalt i Omloop van België
1946
Vinnare av Scheldeprijs
5:a i Gent–Wevelgem
1947
3:a totalt i Tour de Suisse
4:a i La Flèche Wallonne
5:a i Liège–Bastogne–Liège
6:a totalt i Tour de Luxembourg
1948
Vinnare  totalt av Tour of Belgium
2:a i Omloop der Vlaamse Ardennen
2:a i Dwars door West-Vlaanderen
3:a i Gullegem Koerse
1949
7:a totalt i Tour de France
1950
2:a totalt i Tour de France
Vinnare av etapp 4
2:a i Critérium des As
7:a i linjelopp vid Världsmästerskapen
8:a totalt i Challenge Desgrange-Colombo
8:a i linjelopp vid Belgiska mästerskapen
1951
5:a totalt i Tour de France
6:a i Bordeaux–Paris
1952
2:a totalt i Tour de France
2:a totalt i Roma–Napoli–Roma
Vinnare av etapp 4a
2:a totalt i Vuelta a Argentina
Vinnare av etapp 3
2:a i La Flèche Wallonne
3:a totalt i Challenge Desgrange-Colombo
6:a totalt i Giro d'Italia
10:a i linjelopp vid Världsmästerskapen
10:a i linjelopp vid Belgiska mästerskapen
1953
Vinnare av La Flèche Wallonne
2:a totalt i Roma–Napoli–Roma
Vinnare av etapp 4
2:a i Critérium des As
2:a totalt i Week-end ardennais
2:a i Gran Premio di Lugano
3:a  i linjelopp vid Världsmästerskapen
3:a  i linjelopp vid Belgiska mästerskapen
3:a totalt i Challenge Desgrange-Colombo
4:a i Giro di Lombardia
4:a i Bordeaux–Paris
6:a totalt i Giro d'Italia
1954
Vinnare av Schaal Sels
2:a i Paris–Roubaix
5:a i Bordeaux–Paris
6:a totalt i Tour de France
Vinnare av etapp 11
6:a i Milano–Sanremo
1955
Världsmästare  i linjelopp
Vinnare totalt av Challenge Desgrange-Colombo
Vinnare totalt av Week-end ardennais
Vinnare av La Flèche Wallonne
Vinnare av Liège–Bastogne–Liège
Vinnare av Trophée Gentil
Vinnare av etapp 1b (TTT) i Driedaagse van Antwerpen
2:a totalt i Tour de Suisse
2:a i Grand Prix Martini
2:a i De Drie Zustersteden
2:a i Bruxelles–Couvin
3:a i Critérium des As
5:a i Paris–Bryssel
8:a totalt i Tour de France
Vinnare av  poängtävlingen
9:a i Paris–Tours
1956
Vinnare  totalt av Roma–Napoli–Roma
Vinnare av etapperna 1b, 3b, 4b, 5a och 5b
2:a i Flandern runt
2:a i Bordeaux–Paris
2:a i Grand Prix Martini
3:a totalt i Challenge Desgrange-Colombo
4:a i linjelopp vid Världsmästerskapen
4:a i La Flèche Wallonne
5:a i Sassari–Cagliari
6:a i Gent–Wevelgem
8:a totalt i Tour de France
Vinnare av  poängtävlingen
Vinnare av etapp 19
9:a totalt i Critérium du Dauphiné Libéré
Vinnare av etapperna 5 och 9
10:a i Milano–Sanremo

### Bana
1948
3:a i Antwerpens sexdagars (med Rik Van Steenbergen)
1951
Vinnare av Bryssels sexdagars (med Rik Van Steenbergen)
1953
3:a i Bryssels sexdagars (med Rik Van Steenbergen)
1954
Vinnare av Gents sexdagars (med Rik Van Steenbergen)
2:a i Bryssels sexdagars (med Rik Van Steenbergen)
2:a i Berlins sexdagars (med Rik Van Steenbergen)
3:a i Antwerpens sexdagars (med Rik Van Steenbergen)
1955
Belgisk mästare  i madison (med Rik Van Steenbergen)
Vinnare av Antwerpens sexdagars (med Rik Van Steenbergen)
2:a i Gents sexdagars i november (med Ferdinando Terruzzi)
2:a i Bryssels sexdagars (med Jean Brankart)
3:a i Gents sexdagars i februari (med Rik Van Steenbergen)
1956
Vinnare av Antwerpens sexdagars (med Reginald Arnold och Jean Roth)